# Madhabpur Upazila
Madhabpur Upazila är ett underdistrikt i Bangladesh. Det ligger i den östra delen av landet, 100 km öster om huvudstaden Dhaka.
Trakten runt Madhabpur Upazila består till största delen av jordbruksmark. Runt Madhabpur Upazila är det mycket tätbefolkat, med 1 313 invånare per kvadratkilometer.